# Стадион Насионал Костарика (1924)
Стадион Насионал Костарика (1924) (шп. Estadio Nacional de Costa Rica (1924)) је био вишенаменски стадион у граду Сан Хосеу, Костарика. Стадион је имао капацитет од 25.000 гледалаца. Користио се углавном за фудбалске утакмице. Стадион је изграђен је 1924. године. Замењен је садашњим Националним стадионом 2011. године.
Стадион је био домаћин, Амнести интернашонала и Хјуман рајтс сада, добротворног концерта 13. септембра 1988. Емисију су водили Стинг и Питер Габријел, а такође су учествовали Брус Спрингстин и Е стрит бенд, Трејси Чепмен, Јусу Н'Дур и Гвадалупе Урбина.

## Задња дешавања на стадиону
Последња утакмица
Утакмица 2007. године између Универзитариоса и ФК Брухас
Последњи једанаестерац
Изведен од стране Рејналдо Пакса за ФК Универзитариоса у 77. минуту.
Последњи гол
Последњи гол на овом игралишту је постигао Бразилац Ронио Мартинс члан ФК Универзитариоса у 93. минуту утакмице.
Задњи званични такмичарски резултат
ФК Универзитариос 2:3 ФК Брухас